# Ganshoren
Ganshoren ist eine von 19 Gemeinden der zweisprachigen Region Brüssel-Hauptstadt in Belgien. Sie hat 25.564 Einwohner (Stand 1. Januar 2024) auf 2,5 Quadratkilometern.
Ganshoren liegt im Nordwesten der Gesamtstadt und grenzt an die Gemeinden Jette, Koekelberg und Berchem-Sainte-Agathe/Sint-Agatha-Berchem der Region Brüssel-Hauptstadt sowie an die flämische Gemeinde Asse.
Das kleine Gemeindegebiet ist fast vollständig bebaut, größere Grünflächen sind der Schlosspark Rivieren und der König-Balduin-Park im äußersten Norden der Gemeinde.
Sehenswert sind das Schloss von Rivieren, die Sümpfe von Ganshoren und vor allem die Nationalbasilika des Heiligen Herzens auf dem Koekelberg, die auf der Gemeindegrenze zu Koekelberg liegt. Die nach Kaiser Karl V. benannte Avenue Charles-Quint/Keizer Karellaan ist eine wichtige Ausfallstraße und ein Autobahnzubringer in Richtung von dessen Geburtsstadt Gent.

## Politik
Bei den Kommunalwahlen 2012 wurde Michèle Carthé (Parti Socialiste, PS), seit 2001 im Amt, von Hervé Gillard von der liberalen Partei Mouvement Réformateur (MR) abgelöst. Dieser starb am 18. Januar 2017 im Amt. Er hatte das Amt bereits drei Monate zuvor krankheitsbedingt ruhen lassen und die Geschäftsführung auf den parteilosen Jean-Paul Van Laethem übertragen.
Noch im Januar 2017 wurde dann Robert Genard, ebenfalls vom MR, zum neuen Bürgermeister gewählt, der die Koalition mit der PS fortführt. In der Opposition besteht eine gemeinsame Liste Unabhängiger und der Christdemokraten (CDV und cdH). Zu dieser Liste „Pro Ganshoren“ gehört auch Pierre Kompany, der Vater des ehemaligen belgischen Nationalspielers und heutigen Trainers des FC Bayern München Vincent Kompany. In der Zeit zwischen 2018 und 2022 übte er das Amt des Bürgermeisters von Ganshoren aus, wodurch er der erste schwarze Bürgermeister Belgiens wurde. Seit 2022 bekleidet Jean-Paul Van Laethem das Amt des Bürgermeisters diesmal als Mitglied der Liste „Pro Ganshoren“.

## Verkehr
Ganshoren verfügt durch ihre Lage im äußersten Westen der Region Brüssel-Hauptstadt über keinen Anschluss an die S-Bahn oder die Metro. Die Gemeinde wird lediglich durch die Tramlinie 9 und die Buslinien 13, 83 und 87 der STIB/MlVB erschlossen.

## Söhne und Töchter der Stadt
- Pol Demeuter (1904–1934), Motorradrennfahrer